# Portalbera
Portalbera es un municipio italiano situado en la provincia de Pavía, en Lombardía. Tiene una población estimada, a fines de noviembre de 2022, de 1443 habitantes.

## Evolución demográfica
| Gráfica de evolución demográfica de Portalbera entre 1861 y 2022 |
|                                                                  |
| Fuente: ISTAT - Elaboración gráfica de Wikipedia                 |